# Architettura di Melilla
L'architettura di Melilla è un riflesso della sua evoluzione nel corso dei secoli, che include diversi stili e influenze che spaziano dalle fortificazioni rinascimentali alle correnti moderne e contemporanee del XX secolo. Questa ricca varietà fa di Melilla una città unica per il suo patrimonio architettonico, caratterizzata non solo dalla grande presenza del modernismo, ma anche da una moltitudine di tipologie architettoniche diverse.

## Fortificazioni e architettura difensiva
L'architettura militare di Melilla affonda le sue radici nel Rinascimento ed è stata sviluppata tra i secoli XVI e XIX. La città fortificata di Melilla La Vieja è uno degli esempi principali di questa architettura, progettata inizialmente da ingegneri italiani e successivamente ampliata da professionisti spagnoli e neerlandesi. Le mura e i baluardi furono riformati nel XVIII secolo per rafforzare la difesa della città contro gli attacchi delle tribù rifiane, che però non disponevano di artiglieria moderna. Questo complesso di fortificazioni fu costruito seguendo modelli rinascimentali, con influenze della scuola hispano-fiamminga, il che conferisce un carattere distintivo rispetto ad altre fortificazioni dell'epoca.

## Fortificazioni esterne
Nella seconda metà del XIX secolo furono costruite una serie di forti esterni. Questi forti, in stile neomedievale, furono progettati per proteggere la città da un possibile attacco, sebbene la loro architettura sembri più giocosa che militare. I forti sono costruiti con pietra locale e mattoni, e alcuni sono decorati con colori vivaci che attenuano il loro carattere difensivo, conferendo loro un aspetto pittoresco più che minaccioso.

## Architettura storicista
L'architettura storicista di Melilla è caratterizzata dalla riproduzione di stili architettonici storici in edifici pubblici, religiosi e commerciali. Tra gli esempi più importanti troviamo la Chiesa del Sacro Cuore di Gesù (1911-1918), la Cappella Castrense (1920-1923) e la Moschea Centrale, che mostrano un'influenza evidente degli stili neogotico e neobarocco. Altri edifici rilevanti sono l'Edificio Gaselec e la Fontana del Bombillo, che combinano elementi decorativi storici con una ricca ornamentazione.

## Eclettismo
L'architettura eclettica a Melilla si distingue per la fusione di diversi stili, creando facciate decorate con ornamenti sontuosi, cornicioni sporgenti e dettagli in ferro battuto. Esempi di questo stile includono l'Edificio Metropol, il Mercato del Poligono e il Gruppo delle Scuole Miste Alfonso XIII. Questa combinazione di elementi architettonici riflette la ricchezza culturale e la diversità della città di quel periodo.

## Modernismo
Il modernismo ha una presenza forte a Melilla, rendendola una delle città con la maggiore rappresentazione di questo stile dopo Barcellona. L'architetto Enrique Nieto fu uno dei pionieri nell'introdurre questo stile in città, caratterizzato da decorazioni floreali e forme organiche. Tra gli esempi più noti ci sono la Casa di Manuel Buxedas Aupi (1910-1911), la Vecchia redazione di El Telegrama del Rif (1912-1913) e la Casa di José Guardiola (1910). Gli edifici modernisti di Melilla sono ricchi di dettagli ornamentali, con forme elaborate e sofisticate.

## Art Déco
L'art déco arrivò a Melilla all'inizio del XX secolo, distinguendosi per la sua geometrizzazione e per le forme stilizzate. Tra le opere più rappresentative c'è il Monumental Cinema Sport (1930-1932), un esempio di architettura art déco. Il Palazzo dell'Assemblea (1932) e il Mercato del Real (1932-1940) sono altri esempi significativi di questo stile, che si caratterizza per le linee nette e le decorazioni in rilievo.

## Razionalismo e architettura moderna
A partire dagli anni '30 e '40, l'influenza del razionalismo diventa evidente in città, con edifici più sobri e dalle linee rette, privi della ricca decorazione dei periodi precedenti. L'Edificio della Banca di Spagna e l'Edificio delle Poste di Melilla sono esempi di questa tendenza, con strutture più semplici ma eleganti. L'architettura moderna a Melilla continua a svilupparsi con esempi come le Torri V Centenario e l'Edificio Chacel, che riflettono un'estetica più contemporanea, con materiali innovativi e una pianificazione urbana funzionale.

## Architettura industriale
L'architettura industriale di Melilla è legata allo sviluppo economico della città, in particolare alla Compañía Española de Minas del Rif (CEMR). Esempi di architettura industriale includono il Ponte del Minerale, il Viadotto della CEMR e il Caricatore di Minerale della CEMR, strutture che si distinguono per la loro funzionalità e robustezza, senza ornamenti tipici di altri stili architettonici.